# Gaýgysyz Atabaýew
Gaýgysyz Atabaýew, Kajgisyz Serdarowicz Atabajew (ros. Кайгисыз Сердарович Атабаев, ur. w październiku 1887 w aule Meana w obwodzie zakaspijskim, zm. 10 lutego 1938) – radziecki polityk, przewodniczący Rady Komisarzy Ludowych Turkmeńskiej SRR (1925-1937).

## Życiorys
Był Turkmenem. W latach 1903–1908 uczył się w seminarium nauczycielskim w Taszkencie, później był nauczycielem w szkole w Merw (obecnie Mary), potem do 1911 był kierownikiem szkoły, a 1911–1912 nauczycielem w szkole w Bäherden. W latach 1912–1917 pracował jako nauczyciel i jako pomocnik księgowego filii Banku Dyskontowo-Kredytowego Persji, w 1917 był członkiem ludowego komitetu wykonawczego w Merw i przewodniczącym powiatowego komitetu aprowizacyjnego, od grudnia 1917 do 1918 był w Partii Lewicowych Eserowców, a od 1918 w RKP(b). W kwietniu 1918 został członkiem Rady Merwskiej, do sierpnia 1919 służył w Armii Czerwonej, w czerwcu 1919 został zastępcą przewodniczącego Komitetu Wykonawczego Merwskiej Rady Powiatowej, od listopada 1919 do lipca 1920 był zastępcą przewodniczącego Zakaspijskiego Komitetu Rewolucyjnego i do sierpnia 1920 zastępcą ludowego komisarza rolnictwa Turkiestańskiej ASRR. Od lipca 1920 do 1924 był członkiem Komitetu Wykonawczego KC Komunistycznej Partii (bolszewików) Turkiestanu, od sierpnia 1920 ludowym komisarzem rolnictwa Turkiestańskiej ASRR, od września 1920 do października 1922 przewodniczącym Rady Komisarzy Ludowych Turkiestańskiej ASRR, jednocześnie od października 1920 przewodniczącym Rady Wojskowo-Rewolucyjnej Fergańskiej Armijnej Grupy Wojsk. Od listopada 1921 do sierpnia 1922 był członkiem Turkiestańskiego/Środkowoazjatyckiego Biura KC RKP(b), od listopada 1922 członkiem Kolegium Ludowego Komisariatu ds. Narodowości RFSRR, od 24 czerwca 1923 do 1924 I zastępcą przewodniczącego SNN Bucharskiej Ludowej Republiki Radzieckiej/Bucharskiej Socjalistycznej Republiki Radzieckiej i jednocześnie członkiem Wykonawczego Biura KC Komunistycznej Partii (bolszewików) Buchary. Od 30 października 1924 do 14 lutego 1925 wchodził w skład Biura Organizacyjnego Komunistycznej Partii (bolszewików) Turkmenistanu, jednocześnie od 5 listopada 1924 do 15 lutego 1925 Komitetu Rewolucyjnego Turkmeńskiej SRR i od 1925 do lipca 1937 Biura KC KP(b)T, od 25 lutego 1925 do lipca 1937 był przewodniczącym Rady Komisarzy Ludowych Turkmeńskiej SRR i 1925–1926 członkiem Rady Wojskowo-Rewolucyjnej Frontu Turkiestańskiego. 20 grudnia 1935 został odznaczony Orderem Lenina.
9 lipca 1937 został aresztowany podczas wielkiej czystki, 8 lutego 1938 skazany na śmierć przez Wojskowe Kolegium Sądu Najwyższego ZSRR pod zarzutem udziału w kontrrewolucyjnej nacjonalistycznej organizacji terrorystycznej i dwa dni potem rozstrzelany. 22 grudnia 1956 pośmiertnie zrehabilitowany.